# Prohombre
El prohombre  (del latín probi homine), también jefe de la hermandad, era una figura medieval española que, por sus conocimientos y maestría, solía ser elegido para gobernar un gremio. Dentro de esta organización, era el cargo de mayor responsabilidad, por lo que, durante su mandato, dirigía y hacía las funciones de representante tanto del gremio como de sus asociados. Su función era equivalente a la de un asesor, ya que en los tribunales aportaba su opinión de forma similar a la de un perito, tal y como consta en la escritura de préstamo otorgada en 1011 por Ramón y Pere Guillem de Ódena a favor de Ricart Guillem y Ermessindis, donde se pactó que cuatro prohombres decidirían la cantidad a abonar por los deudores, en caso de incumplir el convenio que anteriormente habían contraído.
Durante la dictadura franquista, su nombramiento era llevado a cabo por el Delegado Sindical Provincial, y estaba situado al frente de una ledanía, con una serie de poderes administrativos y económicos que alcanzaban todos los ámbitos de la institución a la que estaba a cargo, así como la presidencia del tribunal jurado.